# ヤングフラワーズ 〜Early FLOWER COMPANYZ
『ヤングフラワーズ 〜Early FLOWER COMPANYZ』（-〜アーリー・フラワーカンパニーズ）は、日本のロックバンド、フラワーカンパニーズのベスト・アルバム。1997年9月18日、アンティノスレコードよりリリース。

## 概要
- フラカン初期の楽曲（先行シングル2枚含む）から選曲した初のベスト・アルバム。収録曲の数曲は、本作用に新たにリミックスされている。
- 初回三方背BOX仕様

## 収録曲
1. 最高の夏 (4:01)
5thシングル曲。本作の先行シングル。
2. 恋をしましょう (4:00)
ミニアルバム「恋をしましょう」収録曲
3. くるったバナナ (3:52)
ミニアルバム「恋をしましょう」収録曲
4. 俺たちハタチ族 (2:54)
3rdアルバム「俺たちハタチ族」収録曲
5. フェイクでいこう (Remix 97's) (2:38)
1stアルバム「フラカンのフェイクでいこう」収録曲
6. ライトを消して走れ (Remix 97's) (3:49)
1stアルバム「フラカンのフェイクでいこう」収録曲
7. 雨よ降れ (Remix 97's) (3:22)
2ndアルバム「フラカンのマイ・ブルー・ヘブン」収録曲
8. 靴下 (5:07)
4thシングル曲。本作の先行シングル。
9. 冬のにおい (4:12)
3rdシングル曲、3rdアルバム「俺たちハタチ族」収録曲
10. アイ・アム・バーニング (Remix 97's) (3:31)
1stアルバム「フラカンのフェイクでいこう」収録曲
11. プラスチックにしてくれ (Remix 97's) (2:38)
1stアルバム「フラカンのフェイクでいこう」収録曲
12. 孤高の英雄 (Remix 97's) (3:46)
1stシングル曲、2ndアルバム「フラカンのマイ・ブルー・ヘブン」収録曲
13. 春色の道(4:54)
3rdアルバム「俺たちハタチ族」収録曲